# Емец, Александр Иванович
Александр Иванович Емец (укр. Олександр Іванович Ємець; 1 января 1959, с. Великая Медведевка, Шепетовский район, Хмельницкая область, УССР, СССР— 28 января 2001 года) — советский юрист и украинский государственный и политический деятель.

## Образование
Киевский университет имени Тараса Шевченко, философский факультет (1976—1981), «Психология». Киевская высшая школа МВД СССР (1982—1989), правовед.

## Трудовая деятельность
- Июль 1974 — июль 1976 — колхозник колхоза имени Ленина, село Большая Медведевка.
- 1976—1981 — студент Киевского университета имени Тараса Шевченко.
- 1981—1990 — работник УВД в Киеве, научный работник Киевской высшей школы МВД.
- Июнь 1990 — октябрь 1992 — председатель Комиссии Верховой Рады Украины по правам человека, член Президиума ВРУ.
- Февраль 1992 — ноябрь 1992 — председатель Коллегии по вопросам правовой политики Государственной думы Украины, Государственный советник Украины по вопросам правовой политики.
- Декабрь 1990 — май 1992 — сопредседатель Партии демократического возрождения Украины, с мая 1992 — председатель парламентской фракции.
- Ноябрь 1992 — апрель 1993 — советник Президента по политико-правовым вопросам, председатель Комиссии Президента по политико-правовым вопросам, Админ. Президента Украины.
- Апрель 1993 — июль 1994 — Министр Украины по делам национальностей и миграции.
- 29 марта — 14 августа 1996 — Вице-премьер-министр Украина по политико-правовым вопросам[1].
- Февраль 1997 — сентябрь 1998 — советник Президента Украины по политико-правовым вопросам — секретарь Политического совета при Президенте Украины, затем — внештатный советник Президента Украины по политико-правовым вопросам.

Народный депутат Украина I созыва с марта 1990 до апреля 1994, Центральный избирательный округ № 21 города Киева. Заместитель председателя Народной Рады. Член Комиссии по правам человека.
Народный депутат Украины II созыва с июля 1994 до апреля 1998, Галицкий избирательный округ № 260 Львовской области, выдвинут избирателями. Член группы «Реформы», «Конституционный центр». Член Комитета по вопросам бюджета.
Народный депутат Украины III созыва с марта 1998 до февраля 2001 от Народно-демократической партии, № 6 в списке. На время выборов: народный депутат Украины, член НДП. Первый заместитель председателя фракции НДП (май 1998 — июнь 1999), уполномоченный представитель фракции ПРП «Реформы-конгресс» (с июня 1999). Член Комитета по вопросам бюджета.
Член Конституционной Комиссии от Президента Украины, глава секции по проблематике исполнительной власти (ноябрь 1994—1996).
Февраль 1996 — май 1999 — член политисполкома и Политсовета, секретарь НДП; глава Киевской городской организации НДП; заместитель главы НДП по работе с депутатским корпусом. С мая 1999 — член правления партии «Реформы и порядок» (ПРП).
Жил в Киеве. Погиб 28 января 2001 года в автомобильной катастрофе. Похоронен на Байковом кладбище (участок № 52).

## Семья
Украинец. Отец Иван Корнеевич (1939) — учитель, директор школы, мать Мария Васильевна (1937) — фельдшер, заведующая медпункта, пенсионерка. Жена Татьяна Михайловна (1959) — психолог, научный работник. Сын Леонид (1979) — народный депутат Украины, сын Роман (1985).

## Награды
Награждён медалью «За отличную службу по охране общественного порядка» (1986, за участие в ликвидации аварии на ЧАЭС), орденом «За заслуги» I степени (21 августа 2001, посмертно).